# Ernst Friedrich Fabian von Saucken-Tarputschen

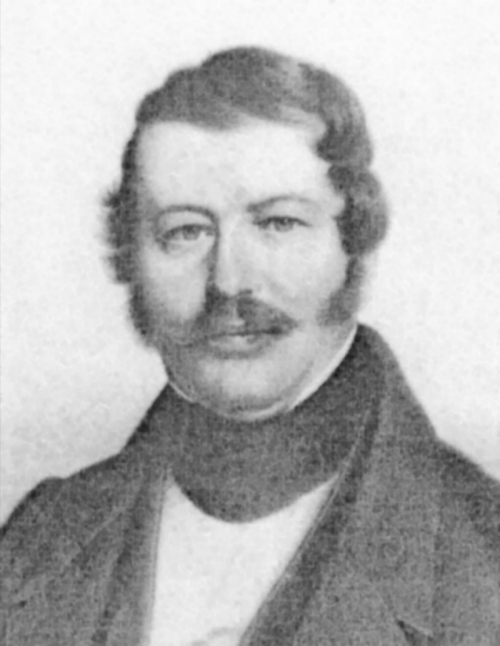
Freiherr Ernst Friedrich von Saucken-Tarputschen

Ernst Friedrich Fabian von Saucken-Tarputschen (* 24. August 1791 zu Wickerau, Ostpreußen; † 25. April 1854 in Tarputschen) war ein ostpreußischer Politiker.

## Herkunft
Ernst Friedrich Fabian von Saucken-Tarputschen entstammte dem altpreußischen Adelsgeschlecht von Saucken und war der Sohn des königlich preußischen Leutnants Ernst Wilhelm Christoph von Saucken (1758–1817) und dessen Frau Christine Amalie Austin (1764–1833). Er war eines von zehn Kindern. Einer seiner Brüder war der Politiker August von Saucken-Julienfelde; seine Schwester Amalie (1795–1858) heiratete 1814 den späteren General Karl Christian von Weyrach.

## Leben
1805 trat er als Junker in das Dragoner-Regiment v. Esebeck ein, machte den Feldzug von 1807 und die Schlacht bei Preußisch Eylau mit. 1812 gehörte das Regiment zu den Hilfstruppen der Grande Armée und machte den Feldzug Napoleons nach Russland mit. Nach der Konvention von Tauroggen schied das Regiment im Verband des Yorck’schen Korps aus und kämpfte von da an im Corps von Friedrich Wilhelm Bülow von Dennewitz als Secondlieutenant eine Schwadron. Im russischen Feldzug erwarb er den Pour le Mérite, 1813 das Eiserne Kreuz zweiter Klasse und 1814 die erste Klasse. Nach dem Abschied aus der Armee heiratete er 1816 in Oschersleben Luise von Heyligenstädt und übernahm 1817 den Besitz des Vaters. Erst 1825 fand eine Besitz-Teilung statt, bei der er Tarputschen bekam. Nach dem Tod seiner ersten Frau (1832) heiratete er Pauline von Below (1795–1865), eine Tochter des Friedrich Karl Ludwig von Below auf Trakehnen. Zusammen mit seinem Bruder gründete er ein arabisches Gestüt.

## Politische Bestrebungen
Er war Mitglied des Provinziallandtages der Provinz Preußen. 1847 war er Mitglied des Ersten Vereinigten Landtags und nahm hier eine bedeutende Stellung ein. Er gehörte hier ebenso wie sein Bruder August von Saucken-Julienfelde zur ostpreußischen Opposition. Viel zitiert wird ein Zusammenstoß, den er mit Otto von Bismarck hatte. Auch am Zweiten Vereinigten Landtag nahm er 1848 teil. In die Frankfurter Nationalversammlung wurde er für den Wahlkreis Angerburg gewählt. Er schloss sich der Fraktion Casino an. Man wählte ihn in die Deputation, die nach Wien gehen sollte, um den Erzherzog Johann von Österreich zur Annahme des Reichsverweser Amtes zu bewegen. Anfang 1850 wandte er sich von neuem an den Prinzen von Preußen und empfahl die Entlassung des Ministeriums Manteuffel. 1849 war er Mitglied der ersten Kammer und von 1850 bis 1852 Mitglied der zweiten Kammer des Preußischen Abgeordnetenhauses.